# Tam Dị
Tam Dị là một xã thuộc huyện Lục Nam, tỉnh Bắc Giang, Việt Nam.
Xã Tam Dị có diện tích 26,54 km², dân số năm 2024 là 30.462 người, mật độ dân số đạt 1000 người/km².